# Peperomia ocrosensis
Peperomia ocrosensis är en pepparväxtart som beskrevs av G.Mathieu & Pino. Peperomia ocrosensis ingår i släktet peperomior, och familjen pepparväxter. Inga underarter finns listade i Catalogue of Life.